# باتريك ستريف
باتريك ستريف (و. 1955  م) هو قسيس، وعالم عقيدة سويسري، ولد في بيرسفيلدن.